# Francisco Portillo
Francisco Portillo Soler (ur. 13 czerwca 1990 w Maladze) – hiszpański piłkarz występujący na pozycji pomocnika w klubie UD Almería.

## Kariera
Portillo karierę rozpoczynał w 2008 roku w rezerwach Málagi, grających w Tercera División. W 2010 roku został włączony do jej pierwszej drużyny, występującej w Primera División. W lidze tej zadebiutował 24 stycznia 2010 roku w przegranym 0:2 pojedynku z Realem Madryt. W 2012 roku zajął z zespołem 4. miejsce w Primera División. 15 września tego samego roku w wygranym 3:1 spotkaniu z Levante UD strzelił pierwszego gola w Primera División.